# Comuna Stevns (1970-2006)
Stevns (Stevns Kommune) a fost o comună din comitatul Storstrøm Amt, Danemarca, care a existat între anii 1970-2006. Comuna avea o suprafață totală de 166,36 km² și o populație de 1.138 de locuitori (în 2004), iar din 2007 teritoriul său face parte din comuna Stevns.
1. ↑  Danske borgmestre 1970-2018 (PDF)